# Campeonato de Primera División 1933 (Argentina)
El Campeonato de Primera División 1933 fue el tercero de la era profesional de la Primera División de Argentina, organizado por la Liga Argentina de Football. Se desarrolló entre el 12 de marzo y el 19 de noviembre, en dos ruedas de todos contra todos, y fue disputado por los mismos equipos que habían jugado los dos primeros torneos. 
El campeón fue el Club Atlético San Lorenzo de Almagro, logrando su cuarto campeonato y primero en el profesionalismo, teniendo que esperar su consagración hasta la última fecha, en la que ganó su partido frente al Club Atlético Chacarita Juniors, por 1 a 0 en calidad de visitante. 
Al término del campeonato, por decisión de la Liga, se relegó del siguiente torneo a los seis equipos que ocuparon las últimas posiciones: Quilmes Atlético Club, Club Atlético Tigre, Club Atlético Talleres, Club Atlético Lanús, Club Atlético Atlanta y Asociación Atlética Argentinos Juniors.

## Equipos
| Equipo             | Ciudad               |
| ------------------ | -------------------- |
| Argentinos Juniors | Buenos Aires         |
| Atlanta            | Buenos Aires         |
| Boca Juniors       | Buenos Aires         |
| Chacarita Juniors  | Buenos Aires         |
| Estudiantes        | La Plata             |
| Ferro Carril Oeste | Buenos Aires         |
| Gimnasia y Esgrima | La Plata             |
| Huracán            | Buenos Aires         |
| Independiente      | Avellaneda           |
| Lanús              | Lanús                |
| Platense           | Buenos Aires         |
| Quilmes            | Quilmes              |
| Racing Club        | Avellaneda           |
| River Plate        | Buenos Aires         |
| San Lorenzo        | Buenos Aires         |
| Talleres           | Remedios de Escalada |
| Tigre              | Victoria             |
| Vélez Sarsfield    | Buenos Aires         |

### Distribución geográfica de los equipos
| Región                 | Cant. | Equipos |
| ---------------------- | ----- | --- |
| Ciudad de Buenos Aires | 10    | Argentinos Juniors, Atlanta, Boca Juniors, Chacarita Juniors, Ferro Carril Oeste, Huracán, Platense, River Plate, San Lorenzo y Vélez Sarsfield |
| Conurbano bonaerense   | 6     | Independiente, Lanús, Quilmes, Racing Club, Talleres (RdE) y Tigre                                                                              |
| Ciudad de La Plata     | 2     | Estudiantes y Gimnasia y Esgrima |

## Tabla de posiciones final
| Pos. | Equipo                  | Pts. | PJ | PG | PE | PP | GF | GC | Dif. |
| ---- | ----------------------- | ---- | -- | -- | -- | -- | -- | -- | ---- |
| 1.º  | San Lorenzo             | 50   | 34 | 22 | 6  | 6  | 81 | 48 | 33   |
| 2.º  | Boca Juniors            | 49   | 34 | 22 | 5  | 7  | 86 | 47 | 39   |
| 3.º  | Racing Club             | 48   | 34 | 21 | 6  | 7  | 76 | 33 | 43   |
| 4.º  | River Plate             | 46   | 34 | 20 | 6  | 8  | 71 | 36 | 35   |
| 5.º  | Gimnasia y Esgrima (LP) | 46   | 34 | 21 | 4  | 9  | 90 | 55 | 35   |
| 6.º  | Independiente           | 41   | 34 | 18 | 5  | 11 | 54 | 39 | 15   |
| 7.º  | Vélez Sarsfield         | 38   | 34 | 15 | 8  | 11 | 60 | 43 | 17   |
| 8.º  | Chacarita Juniors       | 35   | 34 | 14 | 7  | 13 | 55 | 61 | −6   |
| 9.º  | Platense                | 31   | 34 | 11 | 9  | 14 | 61 | 74 | −13  |
| 10.º | Estudiantes (LP)        | 30   | 34 | 12 | 6  | 16 | 60 | 65 | −5   |
| 11.º | Ferro Carril Oeste      | 28   | 34 | 9  | 10 | 15 | 43 | 56 | −13  |
| 12.º | Huracán                 | 27   | 34 | 10 | 7  | 17 | 49 | 60 | −11  |
| 13.º | Quilmes                 | 26   | 34 | 8  | 10 | 16 | 41 | 61 | −20  |
| 14.º | Argentinos Juniors      | 25   | 34 | 8  | 9  | 17 | 45 | 71 | −26  |
| 15.º | Lanús                   | 24   | 34 | 7  | 10 | 17 | 52 | 76 | −24  |
| 16.º | Talleres (RdE)          | 23   | 34 | 7  | 9  | 18 | 61 | 84 | −23  |
| 17.º | Atlanta                 | 23   | 34 | 9  | 5  | 20 | 46 | 70 | −24  |
| 18.º | Tigre                   | 22   | 34 | 9  | 4  | 21 | 44 | 96 | −52  |

|  | Campeón.                                                                    |
|  | Fusionado para la siguiente temporada (Unión Atlanta - Argentinos Juniors). |
|  | Fusionado para la siguiente temporada (Unión Talleres (RdE) - Lanús).       |
|  | Relegado a la Segunda División.                                             |

## Resultados
Fecha 1
12 de marzo
- Independiente 1 - River Plate 0
- Talleres (RdE) 2 - Huracán 2
- San Lorenzo 1 - Lanús 1
- Quilmes 2 - Atlanta 0
- Vélez Sársfield 4 - Argentinos Juniors 0
- Platense 1 - Ferro 1
- Boca Juniors 0 - Racing Club 1
- Estudiantes (LP) 0 - Gimnasia (LP) 2
- Chacarita Juniors 3 - Tigre 1

Fecha 2
19 de marzo
- Quilmes 2 - Talleres (RdE) 2
- River Plate 7 - San Lorenzo 1
- Huracán 0 - Boca Juniors 2
- Lanús 3 - Chacarita Juniors 2
- Ferro 4 - Estudiantes (LP) 0
- Gimnasia (LP) 4 - Vélez Sársfield 0
- Atlanta 2 - Platense 2
- Argentinos Juniors 3 - Tigre 0
- Racing Club 2 - Independiente 1

Fecha 3
26 de marzo
- Platense 4 - Talleres (RdE) 1
- Vélez Sársfield 1 - Ferro 1
- San Lorenzo 2 - Racing Club 0
- Independiente 3 - Huracán 1
- Lanús 1 - River Plate 1
- Boca Juniors 4 - Quilmes 0
- Estudiantes (LP) 3 - Atlanta 0
- Tigre 2 - Gimnasia (LP) 3
- Chacarita Juniors 2 - Argentinos 2

Fecha 4
2 de abril
- Atlanta 1 - Vélez Sársfield 3
- Huracán 1 - San Lorenzo 2
- Gimnasia (LP) 5 - Argentinos Juniors 2
- River Plate 0 - Chacarita Juniors 1
- Platense 1 - Boca Juniors 0
- Racing Club 4 - Lanús 0
- Ferro 2 - Tigre 0
- Quilmes 0 - Independiente 1
- Talleres (RdE) 1 - Estudiantes (LP) 1

Fecha 5
9 de abril
- River Plate 2 - Racing Club 1
- Chacarita Juniors 1 - Gimnasia (LP) 5
- Argentinos Juniors 1 - Ferro 0
- Vélez Sársfield 3 - Talleres (RdE) 1
- Tigre 5 - Atlanta 2
- San Lorenzo 1 - Quilmes 1
- Lanús 2 - Huracán 4
- Independiente 6 - Platense 3
- Estudiantes (LP) 4 - Boca Juniors 3

Fecha 6
16 de abril
- Huracán 2 - River Plate 0
- Quilmes 6 - Lanús 2
- Talleres (RdE) 2 - Tigre 1
- Estudiantes (LP) 0 - Independiente 0
- Ferro 0 - Gimnasia (LP) 0
- Atlanta 3 - Argentinos Juniors 1
- Racing Club 0 - Chacarita Juniors 0
- Platense 1 - San Lorenzo 3
- Boca Juniors 3 - Vélez Sársfield 1

Fecha 7
23 de abril
- Vélez Sársfield 2 - Independiente 0
- Lanús 5 - Platense 2
- Tigre 1 - Boca Juniors 6
- Racing Club 4 - Huracán 0
- Argentinos Juniors 1 - Talleres (RdE) 4
- River Plate 1 - Quilmes 0
- San Lorenzo 6 - Estudiantes (LP) 1
- Chacarita Juniors 2 - Ferro 0
- Gimnasia (LP) 2 - Atlanta 0

Fecha 8
30 de abril
- Atlanta 2 - Ferro 0
- Talleres (RdE) 2 - Gimnasia (LP) 5
- Huracán 0 - Chacarita Juniors 1
- Boca Juniors 6 - Argentinos Juniors 2
- Vélez Sársfield 1 - San Lorenzo 1
- Platense 1 - River Plate 2
- Estudiantes (LP) 4 - Lanús 1
- Independiente 7 - Tigre 0
- Quilmes 2 - Racing Club 0

Fecha 9
7 de mayo
- Racing Club 2 - Platense 3
- Tigre 0 - San Lorenzo 1
- Lanús 0 - Vélez Sársfield 1
- Argentinos Juniors 1 - Independiente 0
- Ferro 4 - Talleres (RdE) 4
- Gimnasia (LP) 5 - Boca Juniors 2
- Huracán 0 - Quilmes 0
- River Plate 1 - Estudiantes (LP) 0
- Chacarita Juniors 1 - Atlanta 3

Fecha 10
14 de mayo
- Talleres (RdE) 4 - Atlanta 0
- Platense 3 - Huracán 1
- Tigre 2 - Lanús 2
- Chacarita Juniors 6 - Quilmes 3
- San Lorenzo 1 - Argentinos Juniors 1
- Vélez Sársfield 0 - River Plate 0
- Estudiantes (LP) 0 - Racing Club 2
- Independiente 2 - Gimnasia (LP) 1
- Boca Juniors 4 - Ferro 1

Fecha 11
21 de mayo
- Gimnasia (LP) 4 - San Lorenzo 2
- Ferro 1 - Independiente 2
- Racing Club 5 - Vélez Sársfield 1
- River Plate 5 - Tigre 0
- Atlanta 1 - Boca Juniors 2
- Quilmes 3 - Platense 0
- Huracán 2 - Estudiantes (LP) 1
- Argentinos Juniors 2 - Lanús 3
- Talleres (RdE) 3 - Chacarita Juniors 2

Fecha 12
28 de mayo
- Lanús 3 - Gimnasia (LP) 3
- Independiente 4 - Atlanta 0
- Tigre 1 - Racing Club 3
- Vélez Sársfield 5 - Huracán 0
- Estudiantes (LP) 2 - Quilmes 0
- Argentinos Juniors 1 - River Plate 2
- Boca Juniors 3 - Talleres (RdE) 2

31 de mayo
- Chacarita Juniors 4 - Platense 2

- 1 de junio

- San Lorenzo 3 - Ferro 1

Fecha 13
4 de junio
- Gimnasia (LP) 2 - River Plate 1
- Ferro 2 - Lanús 1
- Talleres (RdE) 3 - Independiente 0
- Platense 3 - Estudiantes (LP) 1
- Quilmes 0 - Vélez Sársfield 0
- Huracán 1 - Tigre 3
- Racing Club 1 - Argentinos Juniors 0
- Boca Juniors 4 - Chacarita Juniors 1
- Atlanta 1 - San Lorenzo 2

Fecha 14
11 de junio
- Gimnasia (LP) 1 - Racing Club 1
- San Lorenzo 4 - Talleres (RdE) 3
- Argentinos Juniors 2 - Huracán 0
- Vélez Sársfield 2 - Platense 0
- Independiente 1 - Boca Juniors 1
- River Plate 2 - Ferro 0
- Chacarita Juniors 3 - Estudiantes (LP) 3
- Lanús 2 - Atlanta 0
- Tigre 5 - Quilmes 1

Fecha 15
18 de junio
- Talleres (RdE) 2 - Lanús 2
- Huracán 2 - Gimnasia (LP) 4
- Atlanta 1 - River Plate 2
- Independiente 2 - Chacarita Juniors 1
- Ferro 0 - Racing Club 0
- Platense 0 - Tigre 0
- Boca Juniors 2 - San Lorenzo 2
- Quilmes 0 - Argentinos Juniors 0
- Estudiantes (LP) 2 - Vélez Sársfield 0

Fecha 16
25 de junio
- Racing Club 3 - Atlanta 2
- Tigre 1 - Estudiantes (LP) 4
- San Lorenzo 2 - Independiente 0
- Argentinos Juniors 2 - Platense 2
- Ferro 0 - Huracán 0
- River Plate 4 - Talleres (RdE) 2
- Lanús 1 - Boca Juniors 3
- Gimnasia (LP) 3 - Quilmes 0
- Chacarita Juniors 1 - Vélez Sársfield 0

Fecha 17
2 de julio
- Vélez Sársfield 6 - Tigre 0
- San Lorenzo 1 - Chacarita Juniors 0
- Platense 4 - Gimnasia (LP) 2
- Talleres (RdE) 1 - Racing Club 1
- Atlanta 0 - Huracán 0
- Independiente 3 - Lanús 3
- Estudiantes (LP) 6 - Argentinos Juniors 2
- Boca Juniors 1 - River Plate 1
- Quilmes 4 - Ferro 1

Fecha 18
9 de julio
- Racing Club 1 - Boca Juniors 0

16 de julio
- Gimnasia (LP) 1 - Estudiantes (LP) 0
- Argentinos Juniors 1 - Vélez Sársfield 3
- Lanús 2 - San Lorenzo 2
- Ferro 1 - Platense 1
- Tigre 2 - Chacarita Juniors 0
- Atlanta 3 - Quilmes 0
- Huracán 1 - Talleres (RdE) 1
- River Plate 1 - Independiente 1

Fecha 19
23 de julio
- San Lorenzo 2 - River Plate 0
- Tigre 1 - Argentinos Juniors 1
- Talleres (RdE) 1 - Quilmes 1
- Boca Juniors 3 - Huracán 2
- Platense 0 - Atlanta 0
- Estudiantes (LP) 1 - Ferro 0
- Independiente 2 - Racing Club 1
- Vélez Sársfield 2 - Gimnasia (LP) 0
- Chacarita Juniors 4 - Lanús 2

Fecha 20
30 de julio
- Talleres (RdE) 2 - Platense 3
- Quilmes 0 - Boca Juniors 0
- Argentinos Juniors 2 - Chacarita Juniors 2
- River Plate 5 - Lanús 3
- Racing Club 2 - San Lorenzo 1
- Ferro 1 - Vélez Sársfield 2
- Huracán 3 - Independiente 0
- Gimnasia (LP) 7 - Tigre 1
- Atlanta 3 - Estudiantes (LP) 0

Fecha 21
6 de agosto
- San Lorenzo 1 - Huracán 4
- Boca Juniors 2 - Platense 2
- Argentinos Juniors 2 - Gimnasia (LP) 1
- Chacarita Juniors 1 - River Plate 4
- Estudiantes (LP) 1 - Talleres (RdE) 4
- Lanús 1 - Racing Club 4
- Independiente 2 - Quilmes 0
- Vélez Sársfield 2 - Atlanta 1
- Tigre 0 - Ferro 3

Fecha 22
13 de agosto
- Racing Club 3 - River Plate 0
- Quilmes 0 - San Lorenzo 1
- Gimnasia (LP) 3 - Chacarita Juniors 0
- Atlanta 4 - Tigre 2
- Ferro 1 - Argentinos Juniors 1
- Platense 2 - Independiente 1
- Talleres (RdE) 0 - Vélez Sársfield 1
- Huracán 2 - Lanús 0
- Boca Juniors 3 - Estudiantes (LP) 2

Fecha 23
20 de agosto
- Lanús 1 - Quilmes 1
- Vélez Sársfield 2 - Boca Juniors 4
- Gimnasia (LP) 1 - Ferro 0
- Chacarita Juniors 2 - Racing Club 1
- Argentinos Juniors 2 - Atlanta 1
- Tigre 1 - Talleres (RdE) 0
- River Plate 0 - Huracán 0
- San Lorenzo 3 - Platense 1
- Independiente 0 - Estudiantes (LP) 0

Fecha 24
27 de agosto
- Atlanta 2 - Gimnasia (LP) 1
- Platense 3 - Lanús 0
- Boca Juniors 2 - Tigre 1
- Huracán 2 - Racing Club 1
- Ferro 1 - Chacarita Juniors 1
- Estudiantes (LP) 2 - San Lorenzo 1
- Quilmes 0 - River Plate 2
- Independiente 1 - Vélez Sársfield 0
- Talleres (RdE) 2 - Argentinos Juniors 2

Fecha 25
3 de septiembre
- Argentinos Juniors 2 - Boca Juniors 3
- Tigre 1 - Independiente 3
- Racing Club 4 - Quilmes 0
- San Lorenzo 4 - Vélez Sársfield 0
- Chacarita Juniors 1 - Huracán 0
- Ferro 3 - Atlanta 3
- Lanús 1 - Estudiantes (LP) 1
- River Plate 5 - Platense 0
- Gimnasia (LP) 7 - Talleres (RdE) 1

Fecha 26
10 de septiembre
- Estudiantes (LP) 2 - River Plate 3
- Independiente 3 - Argentinos Juniors 1
- Talleres (RdE) 3 - Ferro 1
- Quilmes 4 - Huracán 2
- Platense 1 - Racing Club 2

24 de septiembre
- Boca Juniors 3 - Gimnasia (LP) 2
- Atlanta 1 - Chacarita Juniors 2
- Vélez Sársfield 2 - Lanús 0
- San Lorenzo 5 - Tigre 2

Fecha 27
1 de octubre
- Ferro 0 - Boca Juniors 4
- Racing Club 4 - Estudiantes (LP) 2
- Atlanta 3 - Talleres (RdE) 1
- Huracán 4 - Platense 2
- Quilmes 1 - Chacarita Juniors 0
- Gimnasia (LP) 2 - Independiente 1
- Argentinos Juniors 2 - San Lorenzo 3
- River Plate 3 - Vélez Sársfield 0
- Lanús 4 - Tigre 0

Fecha 28
8 de octubre
- San Lorenzo 7 - Gimnasia (LP) 1
- Chacarita Juniors 3 - Talleres (RdE) 2
- Platense 5 - Quilmes 2
- Independiente 0 - Ferro 2
- Estudiantes (LP) 3 - Huracán 2
- Boca Juniors 3 - Atlanta 1
- Vélez Sársfield 1 - Racing Club 1
- Tigre 2 - River Plate 1
- Lanús 1 - Argentinos Juniors 0

Fecha 29
15 de octubre
- Ferro 1 - San Lorenzo 5
- Huracán 1 - Vélez Sársfield 1
- Racing Club 7 - Tigre 0
- Gimnasia (LP) 3 - Lanús 0
- Talleres (RdE) 0 - Boca Juniors 3
- River Plate 2 - Argentinos Juniors 0
- Quilmes 3 - Estudiantes (LP) 1
- Platense 1 - Chacarita Juniors 1
- Atlanta 0 - Independiente 2

Fecha 30
22 de octubre
- Chacarita Juniors 1 - Boca Juniors 4
- Estudiantes (LP) 5 - Platense 1
- Vélez Sársfield 5 - Quilmes 0
- San Lorenzo 5 - Atlanta 2
- Tigre 1 - Huracán 0
- Lanús 0 - Ferro 2
- River Plate 5 - Gimnasia (LP) 2
- Argentinos Juniors 1 - Racing Club 1
- Independiente 3 - Talleres (RdE) 2

Fecha 31
29 de octubre
- Estudiantes (LP) 2 - Chacarita Juniors 2
- Boca Juniors 2 - Independiente 0
- Platense 2 - Vélez Sársfield 2
- Ferro 3 - River Plate 2
- Quilmes 1 - Tigre 1
- Talleres (RdE) 1 - San Lorenzo 3
- Huracán 2 - Argentinos Juniors 0
- Racing Club 4 - Gimnasia (LP) 1
- Atlanta 2 - Lanús 1

Fecha 32
5 de noviembre
- Chacarita Juniors 2 - Independiente 1
- Racing Club 3 - Ferro 1
- San Lorenzo 2 - Boca Juniors 0
- Lanús 4 - Talleres (RdE) 1
- River Plate 1 - Atlanta 1
- Tigre 4 - Platense 1
- Gimnasia (LP) 4 - Huracán 1
- Vélez Sársfield 3 - Estudiantes (LP) 0
- Argentinos Juniors 2 - Quilmes 1

Fecha 33
12 de noviembre
- Platense 4 - Argentinos Juniors 1
- Boca Juniors 3 - Lanús 1
- Huracán 2 - Ferro 4
- Estudiantes (LP) 4 - Tigre 0
- Talleres (RdE) 0 - River Plate 3
- Atlanta 1 - Racing Club 2
- Vélez Sársfield 1 - Chacarita Juniors 2
- Independiente 1 - San Lorenzo 0
- Quilmes 2 - Gimnasia (LP) 2

Fecha 34
18 de noviembre
- Huracán 5 - Atlanta 0

19 de noviembre
- River Plate 3 - Boca Juniors 1
- Chacarita Juniors 0 - San Lorenzo 1
- Racing Club 5 - Talleres (RdE) 1
- Tigre 3 - Vélez Sársfield 1
- Lanús 0 - Independiente 0
- Gimnasia (LP) 1 - Platense 0
- Argentinos Juniors 2 - Estudiantes (LP) 1
- Ferro 1 - Quilmes 0

## Goleadores
| Jugador              | Jugador           | Goles | Equipo                  |
| -------------------- | ----------------- | ----- | ----------------------- |
| Bandera de Argentina | Francisco Varallo | 34    | Boca Juniors            |
| Bandera de Argentina | Arturo Naón       | 33    | Gimnasia y Esgrima (LP) |
| Bandera de Argentina | Bernabé Ferreyra  | 27    | River Plate             |
| Bandera de Argentina | Luis Rojas        | 23    | Talleres (RdE)          |
| Bandera de Argentina | Diego García      | 22    | San Lorenzo             |

## Copas nacionales
Durante la temporada se disputaron también las siguientes copas nacionales:
- Copa de Competencia: ganada por Racing Club.
- Copa Beccar Varela: ganada por el Club Atlético Central Córdoba (R).